# Черноморская железная дорога

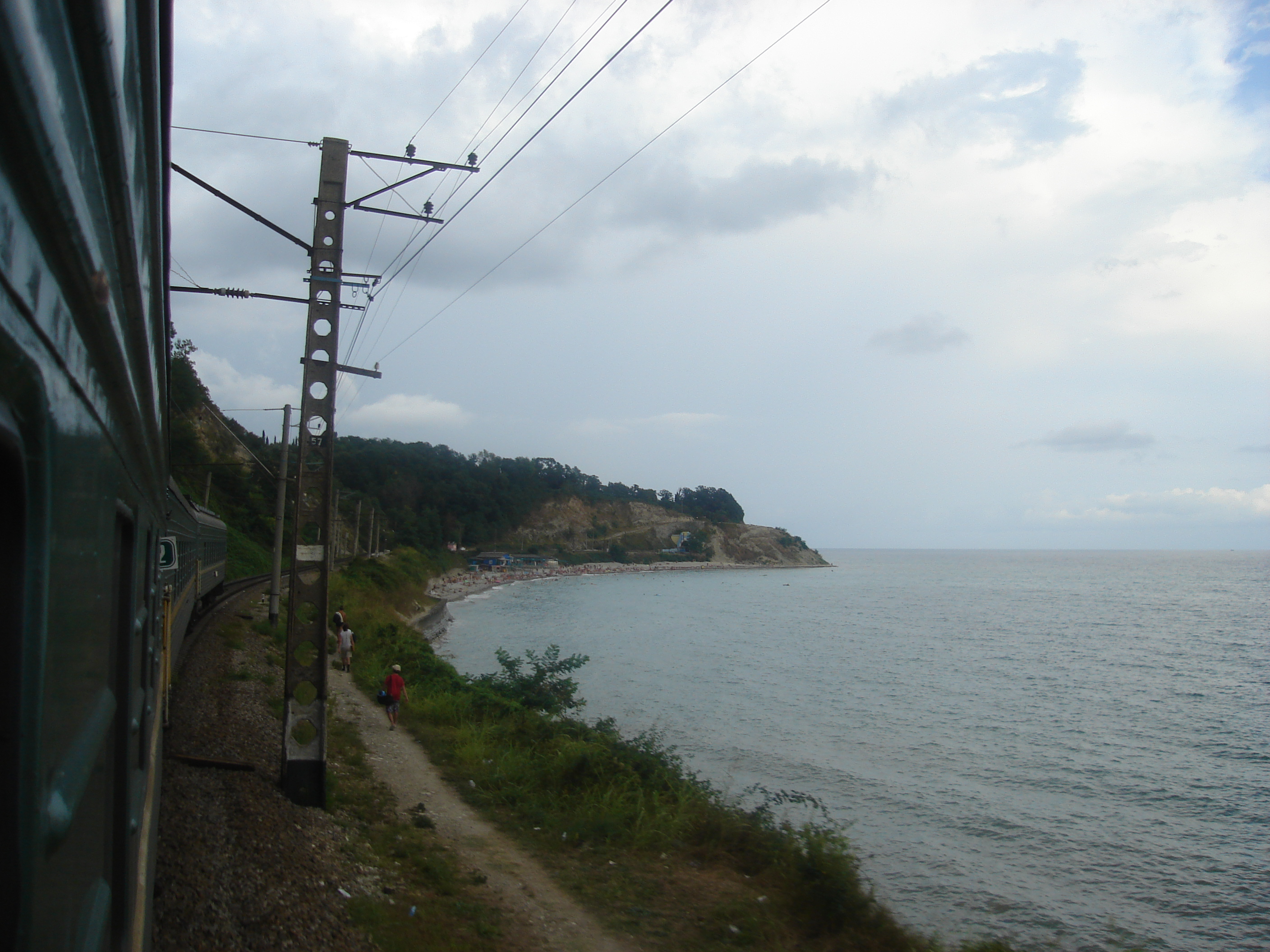
Поезд «Адлер—Казань» на побережье Чёрного моря

Черномо́рская желе́зная доро́га — участок от ответвления перед станцией Туапсе Армавир-Туапсинской железной дороги до станции Сенаки Закавказских железных дорог. Включает в себя современные участки Северо-Кавказской железной дороги (Российская Федерация) от станции Туапсе (построена на новом месте, здание старого вокзала в настоящий момент используется в качестве автовокзала) до станции Весёлое, Абхазской железной дороги от остановочной платформы Псоу (абхазско-российская граница) до остановочной платформы Ингур (абхазско-грузинская граница) и Грузинской железной дороги от станции Ингири до Сенаки. В настоящее время участок от платформы Ачгуара до станции Ингири (Грузия) разобран.

## История

### Проекты
Идея проведения железной дороги по берегу Чёрного моря зародилась в 1870-е годы, но обсуждение вариантов проекта началось со второй половины 1890-х годов. К этому времени Новороссийский порт с ветвью Владикавказской железной дороги уже не справлялись с растущим потоком грузов (в основном, зерновых). Назрела необходимость соединения сети железных дорог Кавказа с ещё одним портом (основным вариантом рассматривался Туапсе), а затем и с Закавказьем. В 1897-1898 годах по поручению Министерства финансов инженер Р. К. фон Гартман провёл исследование побережья Черноморской губернии и Сухумского округа. В своём докладе он высказался в пользу направления Екатеринодар—Туапсе, отметив трудности постройки на участке Новороссийск—Туапсе. Целесообразность прокладки данного участка он видел только при условии соединения всей линии от Екатеринодара до Туапсе, а далее Сухум-Новосенаки. 19 марта 1899 года фон Гартману и действительному статскому советнику Картавцову было разрешено проводить изыскания от одной из станций Владикавказской железной дороги до Сухума с ветвью до Майкопа. После окончания изысканий вопрос был рассмотрен в Комиссии о новых железных дорогах. В постановлении комиссии определялось, что дорога должна быть ширококолейной, и её необходимо будет продолжить до одной из станций Закавказских железных дорог. На таких условиях Гартман отказался от продолжения дела.
По докладу министра земледелия и государственных имуществ о необходимости дороги для развития Черноморского побережья 5 ноября 1900 года император Николай II предложил обсудить вопрос в особом совещании. Выгоды сооружения новой дороги были очевидны, но из-за сложности проекта и огромных затрат Особое совещание 21 февраля 1901 года приняло решение о передаче сооружения Обществу Владикавказской железной дороги. По соглашению комиссии из представителей министерств финансов, путей сообщения и государственного контроля с Владикавказской железной дорогой путь должен был захватывать хотя бы часть зерновых районов Кубанской области, иметь сообщение с Майкопом и обслуживать наиболее важные части Черноморского побережья. Протяжённость дороги планировалось в 550 вёрст, строительная стоимость — около 55 млн. руб. Предполагалось, что в первое время убытки будут доходить до 3,5 млн. руб.; чистую прибыль рассчитывалось получить к концу восьмого года эксплуатации. Право выкупа Владикавказской железной дороги отдалялось с 1905 до 1910 года.
1 марта 1902 года представление министров путей сообщения и финансов утвердил император. Вскоре было опубликовано дополнение к Уставу Общества Владикавказской железной дороги, в котором оно обязывалось соорудить Черноморскую линию от Екатеринодара или одной из лежащих на юго-восток от него станций Новороссийской ветви к берегу моря и далее через Туапсе, Сочи, Сухум и Очемчиры к одной из станций Закавказской железной дороги.
В 1910 году инженеры Г. В. Андрианов и И. А. Малишевский предложили ещё один проект — продолжить планируемую Черноморско-Кубанскую железную дорогу от Екатеринодара до Новосенаки, проведя её по побережью Чёрного моря. Спустя год появилась записка А. Н. Пушечникова (проводившего в 1902 году изыскания дороги) о проведении железной дороги от Туапсе до Закавказских железных дорог. Общая длина этой линии должна была составить 323 версты. Стоимость строительства оценивалась более чем в 80 млн. руб.
12 августа 1912 года был утвержден Устав Общества Черноморской железной дороги. Её учредителями становились Н. Н. Перцов, А. И. Путилов и С. С. Хрулёв. Целью Общества объявлялась постройка и эксплуатация железнодорожной линии нормальной колеи от станции Туапсе Армавир-Туапсинской железной дороги на соединение с Закавказскими железными дорогами у разъезда Квалони (позже устав был изменён и примыкание было установлено у Новосенаки). Протяжение — 322 вёрст (357 км). Стоимость работ — 70 млн. руб. Большая строительная стоимость дороги объяснялась трудностями её сооружения: только на сочинском участке предстояло построить 11 мостов, на протяжении дороги необходимо было соорудить 18 тоннелей (уже в ходе работ в результате дополнительных изысканий их число снизилось до 15).

### Сооружение дороги
К работам по сооружению новой линии Общество приступило 15 июня 1914 года. Строительство шло с двух концов — из Туапсе и Новосенаки. На строительстве применялись многие технические нововведения: железобетонные балочные перекрытия мостов и арочные путепроводы, бетонные и каменные стенки, ограждающие железнодорожное полотно от прибоя морских волн, впервые в России на разработке скальных грунтов работали 110-тонные экскаваторы, закупленные в Америке на заводе Бьюсайруса и т. д. Правление дороги сумело выполнить требование Устава о проведении изысканий железнодорожной линии к северу от Туапсе. Изыскания были проведены по направлениям Туапсе—Новороссийск—Анапа—Керчь, Туапсе—Абинская (Крымская), Туапсе—Екатеринодар и Туапсе—Энем. Кроме того, Черноморская железная дорога получила право на эксплуатацию Мацестинского курорта. Тем самым дорога превращалась в крупное многопрофильное коммерческое предприятие. 
Также стоит заметить, что в августе 1916 года в военных целях и для улучшения снабжения частей Кавказского фронта, началось строительство узкоколейной железной дороги Батум - Трабзон.
По Уставу открытие движение по железной дороге должно было начаться в конце 1917 года, но из-за начавшейся войны на ходе строительстве практически сразу начали сказываться обстоятельства военного времени, в первую очередь — значительная убыль рабочей силы. С первых же дней войны начинались перебои с доставкой необходимого оборудования, машин, взрывчатых материалов. Основные перевозки осуществлялись морем, и из-за активных действий вражеских кораблей на Чёрном море только за первые полгода 1916 года Черноморская дорога потеряла два судна. При обстреле турецкими и немецкими кораблями туапсинского порта были сожжены склады дороги, где хранилась часть оборудования для её флота. Летом 1916 года дорога была признана стратегически необходимой, назначен срок завершения ускоренного строительства — апрель 1917 года. Еженедельно сводки о состоянии работ должны были доставляться в Тифлис. Для обеспечения строительства рабочей силой решено было привлечь военнопленных (они начали поступать на работы лишь в конце ноября 1916 года), железнодорожные батальоны и даже китайцев, нанятых в Харбине. Весной 1917 года специальное совещание под председательством министра путей сообщения решило разобрать рельсы на некоторых линиях других железных дорог (Рязанско-Уральской, Владикавказской, Московско-Виндавской, Армавир-Туапсинской) для переброски их на Черноморскую дорогу. Кроме того, было решено прекратить строительство Батум-Трапезундской железной дороги, а её средства передать Черноморской дороге. Но к концу 1917 года работы были почти полностью свёрнуты из-за отсутствия средств.
Постройка дороги возобновилась после занятия Черноморской губернии частями Добровольческой армии.
14 октября 1919 года было открыто временное движение на перегоне Лоо—Дагомыс—Сочи, то есть появилась возможность сквозного движения Туапсе—Сочи. 14 октября 1920 года был опубликован декрет «О железнодорожном строительстве», в котором предписывалось ликвидировать строительные управления и прекратить все работы с 1 января 1921 года на участке от Сочи до Новосенак. 12 июля 1922 года участок от Туапсе до Сочи был передан Северо-Кавказской железной дороге. Работы были возобновлены в 1923 году, а в 1927 году началось движение на участке Туапсе—Адлер. На всём протяжении от Туапсе до Новосенаки дорога была достроена только в годы Великой Отечественной войны — в 1943-1944 годах.
Из-за случаев нападения во время Гражданской войны на железнодорожные составы кораблей и подводных лодок противоборствующих сторон, в конце 30-х годов в Туапсе развернули 8-й дивизион бронепоездов РККА в составе двух легких бронепоездов №16 и №45 и тяжёлого №21. Бронепоезд №21 базировался в Адлере, в два других — в Туапсе.

### Дорога во время Великой Отечественной войны
22 июня 1941 года, перейдя на штаты военного времени дивизион начал патрулирование на участке дороги от Туапсе до Адлера. Но тяжелая обстановка на фронтах заставила командование в июле перевести бронепоезд № 16 на Юго-Западный фронт, 9 сентября бронепоезд №45 — на Южный фронт, а в ноябре и тяжёлый бронепоезд № 21 — под Ростов. К концу 1941 года железная дорога на побережье осталась без защиты.
Летом 1942 года немцы по суше перевезли в Крым 30 торпедных катеров, а концу года — 6 малых подводных лодок. Кроме торпед, катера были вооружены двумя 20-мм пушками и 4 пулемётами, а подводные лодки — спаренным 20-мм зенитным автоматом. Автономность торпедных катеров и лодок позволяла совершать рейды из Ялты до Сочи. В сентябре 1942 года врагами был захвачен город Новороссийск и советские войска оказались прижаты к узкой полоске земли, идущей вдоль моря от посёлка Кабардинка до Туапсе. Эти части стали Черноморской группой войск.
В октябре начался штурм курортного города Туапсе, порта, узлового пункта железной дороги. Курорт Сочи превратился в прифронтовой город, базу снабжения Черноморской группы войск. Снабжение советских войск выполнялось по сложной схеме. Сначала по железной дороге грузы везли до Красноводска. Потом — по Каспийскому морю на кораблях до Баку, далее — по железной дороге до Батум и Поти. Здесь грузы перегружали на корабли и доставляли по Чёрному морю до Туапсе или на автомобилях до Адлера, а из Адлера — по железной дороге до Туапсе. По железной дороге вывозили раненых в санатории Сочи, ставшие госпиталями.
Стоявшие на побережье 734-й и 638-й зенитно-артиллерийские полки, по одному дивизиону в Лоо, Дагомысе, Сочи и Адлере, и 734-й полк в Лазаревском, имели задачу защиты железнодорожных станций от воздушного противника и десанта с моря, но в пути железнодорожные составы никак не защищались. Немецкие лётчики не рисковали бомбить и штурмовать железную дорогу с малых высот, опасаясь врезаться в горы, поэтому немецкое командование стало привлекать к штурмовке поездов торпедные катера и подводные лодки. Подойдя близко к берегу, немецкие корабли открывали огонь из пушек и пулемётов. Подводные лодки стреляли по ночам из надводного положения.
В 1943 году командование флота организовало сопровождение поездов сторожевыми катерами. Обычно это были мобилизованные гражданские суда, чаще всего рыболовные, с гражданскими командами, получившими воинские звания, имевшие скорость от 5 до 12 узлов (от 9 до 20 км/час). Вооружение состояло из одной пушки калибром до 45-мм, а иногда — лишь один или два пулемёта. Патрулирование продолжалось до конца 1944 года.

### Скоростное и пригородное движение
В конце 1945 — начале 1946 годов в СССР поступили 10 трёхвагонных дизель-поездов серии ДП (№№ ДП-1 — ДП-10) завода Ганц-МАВАГ. Поезда изначально были изготовлены в 1940 году для Аргентины, но в 1945 году было решено направить их Советскому Союзу в счёт репараций. Составы состояли из головных моторных и прицепного вагонов. В одном из вагонов располагались почта, кухня, буфет, салон на 44 места (с расположением 2+2), туалет и умывальник. У другого моторного вагона за машинным отделением были багажное отделение, тамбур, четыре купе на 6 мягких мест и туалет. В прицепном вагоне между двумя тамбурами помещались пассажирский салон на 40 мягких мест, туалет и салон на 48 мягких мест. Общее число пассажирских мест — 156. Максимальная скорость составляла 120 км/ч. Эти поезда курсировали по линиям Тбилиси—Сочи, Минеральные Воды—Сочи, затем — Тбилиси—Баку, Батум —Ереван с 1946 по 1949 годы, но не пользовались популярностью у пассажиров. В начале 1950 года по ускоренному маршруту Москва—Сочи были пущены шестивагонные составы ДП-0 со спальными местами.
В 1956 году был электрифицирован участок Весёлое—Сочи, протяжённостью 34 км, в 1958 году закончились работы по монтажу контактной сети на 84-километровом участке Туапсе—Сочи. Пассажиропоток на дороге с каждым годом возрастал. Помимо поездов дальнего следования, были пущены пригородные электропоезда. С 1959 года в Туапсе поставлялись электросекции СР3. Во второй половине 1960-х годах в депо Туапсе начали поступать модификации электропоездов ЭР2. Рост объёмов движения требовал приступить к строительству вторых путей (изначально железная дорога была однопутной на всём своём протяжении), но этому препятствовали сложные природные условия — ограниченность пространства, изобилие скальных участков и тоннелей. В результате вторые пути появились лишь на некоторых перегонах между Туапсе и Адлером.
В 1980-е годы от Сухуми до Сочи курсировало 5 пар пригородных электропоездов, от Туапсе до Сочи — также 5 пар, одна пара в сутки доходила от Туапсе до Адлера.
14 августа 1992 года пассажирское сообщение с Абхазией из-за войны было прервано и возобновилось лишь 25 декабря 2002 года, когда по мосту через реку Псоу прошёл электропоезд Сухум—Сочи. 10 сентября 2004 года на юг от Адлера отправился поезд дальнего следования, состоявший из нескольких вагонов беспересадочного сообщения Сухум—Москва (от Адлера до Москвы эти вагоны шли в составе скорого поезда №75/76).